# Fly Away (Zeebraの曲)
「Fly Away」（フライ・アウェイ）は、Zeebraの16枚目のシングル。2010年11月17日にアリオラジャパンから発売された。

## 概要
MR. BIGの「TAKE COVER」をサンプリングして作られた曲。
オリコンチャートが100位圏内へと落ち、さらには自身最低の累計売上となってしまった。

## 収録曲
1. Fly Away[4:03]
作詞・作曲：ZEEBRA/VAXIM、編曲：ZEEBRA/VAXIM
2. One And Only Feat.BIG RON [4:40]
作詞・作曲：ZEEBRA/BIG RON、編曲：ZEEBRA/BIG RON
3. Butterfly City Feat.RYO the SKYWALKER,Mummy-D & DOUBLE （GUNHEAD Remix） [4:43]
作詞：ZEEBRA/Mummy-D/DOUBLE/RYO the SKYWALKER、作曲・編曲：DJ HASEBE
GUNHEADによる15thシングル「Butterfly City」のリミックス。
4. Fly Away （TV Mix）

| スタブアイコン | サブスタブ | この項目は、まだ閲覧者の調べものの参照としては役立たない、シングルに関連した書きかけの項目です。この項目を加筆・訂正などしてくださる協力者を求めています（P:音楽/PJ:楽曲）。 |